# Max Mühlberg

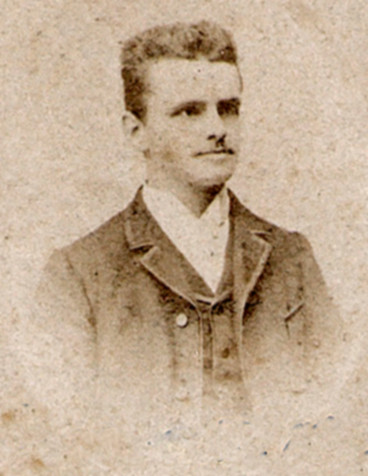
Max Mühlberg um 1896

Max Mühlberg (* 13. Februar 1873 in Aarau; † 19. April 1947 ebenda) war ein Schweizer Geologe.

## Leben und Werk
Mühlberg war der Sohn des Geologen Friedrich Mühlberg und studierte an der Universität Basel bei Carl Schmidt sowie an der Universität Zürich bei Ulrich Grubenmann und Albert Heim. Nach seiner Promotion 1898 an der Universität Zürich war Mühlberg Assistent am Geologisch-Mineralogischen Institut der Albert-Ludwigs-Universität Freiburg.
Anschliessend war Mühlberg für kurze Zeit Lehrer an der Kantonsschule Aarau und Professor an der Kantonsschule Chur. Danach wandte sich Mühlberg der Erdölgeologie zu und gehörte zusammen mit Josef Theodor Erb (1874–1934) und Hans Hirschi (1876–1964) zu deren Pionieren.
Mühlberg nahm ab 1900 einen ersten Auftrag der Niederländisch-Indischen Erdölgesellschaft besuchte während 27 Monate den grössten Teil des malayischen Archipels. Später hielt er sich auch in Mexiko, Galizien und Amerika auf. In den Ölgebieten Mexikos und Borneos führte Mühlberg Messungen durch, die er mit Johann Koenigsberger veröffentlichte.
Als Chefgeologe war Mühlberg in Österreich tätig und lernte Ega, geborene Garsky, kennen, die er 1920 heiratete. In seinen späteren Jahren arbeitete Mühlberg mehrere Jahre an seinem Wohnort an Einzelaufnahmen für die geologische Karte von Lauffen, Bretzwil, Erschwil und Mümliswil. Mühlberg war 45 Jahre Mitglied der Aargauischen Naturforschenden Gesellschaft, die er von 1927 bis 1930 präsidierte. Ihm zu Ehren wurde die Diplopora Mühlbergii benannt.